# AS Roma 1935/1936
Sezon 1935/1936 klubu AS Roma.

## Sezon
W sezonie 1935/1936 do drużyny przybyli dwaj reprezentanci Włoch Eraldo Monzeglio z FC Bologna i Luigi Allemandi z Ambrosiany. Na 2 dni przed rozpoczęciem rozgrywek trzej "oriundi" Alejandro Scopelli Casanova, Enrique Guaita i Andrés Stagnaro uciekli z Włoch ze strachu przed armią. Do drużyny ściągnięto nowych napastników, m.in. Dante Di Benedettiego, który został najlepszym strzelcem zespołu. Roma wywalczyła wicemistrzostwo i odpadła w 1/4 finału Pucharze Europy Centralnej po dwumeczu ze Spartą Praga (1:1, 0:3).

## Rozgrywki
- Campionato Italiano: 2. pozycja
- Puchar Europy Centralnej: ćwierćfinał
- Puchar Włoch: 1/8 finału

## Skład i ustawienie zespołu
| W SEZONIE 1935/1936 |               |                |       |      |
| Imię i nazwisko     | Kraj          | Data urodzenia | Mecze | Gole |
| Trener              |               |                |       |      |
| Luigi Barbesino     | Włochy        | 30.05.1894     |       |      |
| Bramkarze           |               |                |       |      |
| Guido Masetti       | Włochy        | 22.11.1907     | 30    | 0    |
| Giovanni Zucca      | Włochy        | 11.12.1907     | 0     | 0    |
| Obrońcy             |               |                |       |      |
| Luigi Allemandi     | Włochy        | 08.11.1903     | 27    | 0    |
| Giorgio Carpi       | Włochy        | 01.11.1909     | 2     | 0    |
| Andrea Gadaldi      | Włochy        | 25.08.1907     | 21    | 1    |
| Alfredo Marini      | Włochy        | ?              | 1     | 0    |
| Eraldo Monzeglio    | Włochy        | 05.06.1906     | 30    | 0    |
| Pomocnicy           |               |                |       |      |
| Fulvio Bernardini   | Włochy        | 28.12.1905     | 30    | 1    |
| Renato Cattaneo     | Włochy        | 26.10.1903     | 28    | 6    |
| Ugo Cerroni         | Włochy        | 15.03.1915     | 10    | 0    |
| Evaristo Frisoni    | Włochy        | 01.10.1907     | 28    | 0    |
| Antonio Fusco       | Włochy        | 06.01.1916     | 14    | 0    |
| Armando Preti       | Włochy        | 19.02.1911     | 1     | 0    |
| Franco Scaramelli   | Włochy        | 08.09.1911     | 18    | 1    |
| Ernesto Tomasi      | Włochy        | 30.12.1906     | 26    | 3    |
| Otello Trombetta    | Włochy        | 13.10.1915     | 4     | 1    |
| Giacomo Valentini   | Włochy        | 16.05.1911     | 6     | 1    |
| Napastnicy          |               |                |       |      |
| Dante Di Benedetti  | Włochy        | 28.10.1916     | 13    | 7    |
| Domenico D'Alberto  | Włochy/ Węgry | 01.02.1907     | 16    | 4    |
| Pietro Pastore      | Włochy        | 03.04.1903     | 4     | 1    |
| Otello Subinaghi    | Włochy        | 02.04.1910     | 29    | 6    |